# Fred Vargas
Fred Vargas, pseudoniem van Frédérique Audoin-Rouzeau, (Parijs, 7 juni 1957) is een Franse historicus, archeologe en schrijfster. De voornaam in haar pseudoniem is de afkorting van haar voornaam. De achternaam in haar pseudoniem koos ze in navolging van haar tweelingzus Joëlle, die als schilder werkte onder het pseudoniem Jo Vargas. De naam verwijst naar Maria Vargas, een personage dat door Ava Gardner werd gespeeld in de film The Barefoot Contessa. Haar broer is historicus Stéphane Audoin-Rouzeau.

## Carrière
Vargas is archeozoöloge en geschiedkundige van opleiding en is gespecialiseerd in dierlijk gebeente. Ze werkte aanvankelijk voor het Franse nationaal wetenschappelijk onderzoekcentrum CNRS, vanaf 1988. Later ging ze naar het Pasteur Instituut, als eukariotisch archeologe. Vargas startte een project over de epidemiologie van de Zwarte Dood en Builenpest, wat resulteerde in een werk dat als maatgevend op het gebied van onderzoek over dit onderwerp wordt beschouwd: — Les chemins de la peste (2003).
Eind jaren 80 begint ze met het schrijven van politieromans, waarvoor ze de term "rompol" lanceerde, een samentrekking van "roman policier". Haar eerste roman Les Jeux de l'amour et de la mort verscheen in 1986. Hiermee won ze al meteen dat jaar de 'Prix de roman policier du Festival de Cognac'. Een hoofdpersonage in verschillende van haar romans is politiecommissaris 'Jean-Baptiste Adamsberg'. Haar interesse in de middeleeuwen is manifest in veel van haar romans, bijvoorbeeld door het personage Marc Vandoosler, een jonge specialist in deze periode.
Fred Vargas nam deel aan de verdediging van Cesare Battisti, geboren in 1954, lid van een Italiaanse terroristische extreemlinkse groep die aanslagen pleegde in de jaren zeventig, de 'Anni di piombo'. Hij werd daarvoor veroordeeld in Italië. Hij vluchtte naar Frankrijk en werd daar door de Mitterrand-doctrine beschermd.
In 2000 schreef ze de tekst voor het stripverhaal Les quatre fleuves, getekend door Edmond Baudoin. Het won de Prix Alph-Art van beste scenario op het Internationaal stripfestival van Angoulême 2001.